# Franjo Wölfl
Franjo Wölfl (serb. Фрањо Велфл lub Фрањо Велф, ur. 18 maja 1918 w Zagrzebiu, zm. 8 lipca 1987 tamże) – jugosłowiański piłkarz narodowości chorwackiej występujący na pozycji napastnika, reprezentant Jugosławii (1938–1951) i Chorwacji (1940–1944), srebrny medalista Igrzysk Olimpijskich 1948, trener piłkarski.

## Kariera klubowa
Wychowanek klubu HŠK Concordia z Zagrzebia. W latach 1935–1937 grał w czechosłowackim zespole Viktoria Pilzno, skąd przeniósł się do HŠK Građanski. Swój debiut w nim zaliczył w 1938 roku i grał w nim do 1945 roku, czyli do czasu rozwiązania drużyny. W sezonie 1939/40 wywalczył z Građanskim mistrzostwo Jugosławii. Z kolei w 1943 roku został mistrzem Chorwacji i królem strzelców ligi.
W 1945 roku po rozwiązaniu Građanskiego i utworzeniu na jego miejsce Dinama Zagrzeb Wölfl został zawodnikiem tego klubu. W Dinamie grał do końca swojej kariery, czyli do zakończenia sezonu 1952/53. Wraz z Dinamem wywalczył tytuł mistrza kraju w 1948 roku, dwa wicemistrzostwa w latach 1947 i 1951 oraz Puchar Jugosławii w 1951 roku. W sezonach 1946/47 i 1947/48 był królem strzelców jugosłowiańskiej ligi. Zdobył odpowiednio 28 i 22 gole w lidze.

## Kariera reprezentacyjna
W reprezentacji Jugosławii Wölfl zadebiutował 25 września 1938 roku w zremisowanym 4:4 towarzyskim spotkaniu z Polską i w debiucie zdobył gola. W 1948 roku zagrał na Igrzyskach Olimpijskich w Londynie. Strzelił na nich 2 gole i przyczynił się do zdobycia przez Jugosławię srebrnego medalu. W reprezentacji Jugosławii w latach 1938–1951 rozegrał 12 meczów i strzelił 5 goli.
21 kwietnia 1940 Wölfl zanotował debiut w reprezentacji Chorwacji w towarzyskim meczu ze Szwajcarią (1:0). W kadrze Chorwacji od 1940 do 1944 roku wystąpił 18 razy i zdobył 12 bramek.

## Kariera trenerska
W 1954 roku pełnił funkcję członka kilkuosobowego komitetu trenerskiego, prowadzącego reprezentację Jugosławii. W 1956 roku wraz z Leo Lemešiciem i Bruno Kneževiciem wszedł w skład komisji trenerskiej, która poprowadziła Chorwację w towarzyskim meczu przeciwko Indonezji (5:2).

## Sukcesy

### Zespołowo
Jugosławia
- srebrny medal igrzysk olimpijskich: 1948

HŠK Građanski
- mistrzostwo Jugosławii: 1939/40

Dinamo Zagrzeb
- mistrzostwo Jugosławii: 1947/48
- Puchar Jugosławii: 1951

### Indywidualnie
- król strzelców Prvej Ligi Jugoslavije: 1946/47 (28 goli), 1947/48 (22 gole)